# HMS Queen Elizabeth (R08)
HMS Queen Elizabeth (R08) je letadlová loď Britského královského námořnictva a vedoucí loď třídy Queen Elizabeth. Jde o největší letadlovou loď postavenou pro Královské námořnictvo a je schopná nést až 40 letadel. 4. června 2014 byla pojmenována britskou královnou Alžbětou II. na počest královny Alžběty I. Jde tedy druhou železnou loď britského královského námořnictva, která ponese název HMS Queen Elizabeth. 26. června 2017 zahájila testovací plavbu. Do služby byla zařazena 7. prosince 2017. Je to nová vlajková loď královského námořnictva.
HMS Queen Elizabeth je zatím vůbec největší loď, jaká kdy byla pro Royal Navy postavena. Na rozdíl od amerických letadlových lodí není vybavena katapulty a záchytnými lany místo toho je navržena jako víceúčelový nosič letounů kategorie V/STOL. Queen Elizabeth je schopna nést čtyřicet až padesát letadel, typicky dvacet čtyři víceúčelových bojových letounů F-35B Lightning II, doplněných různými kombinacemi vrtulníků, například transportními Boeing CH-47 Chinook nebo Merlin sloužícími jako AWACS a k protiponorkovému boji. Loď má kajuty pro 250 námořních pěšáků, které je během operací schopná podpořit útočnými a transportními vrtulníky. Oproti třídě Invincible jsou lodě nové třídy modernější a lépe vybavené. Má stejně velkou sesterskou letadlovou loď HMS Prince of Wales (R09). Zatímco HMS Queen Elizabeth bude kotvit v námořní základně v Portsmouthu, je pro loď Prince of Wales plánován domovský přístav Liverpool.

## Výzbroj

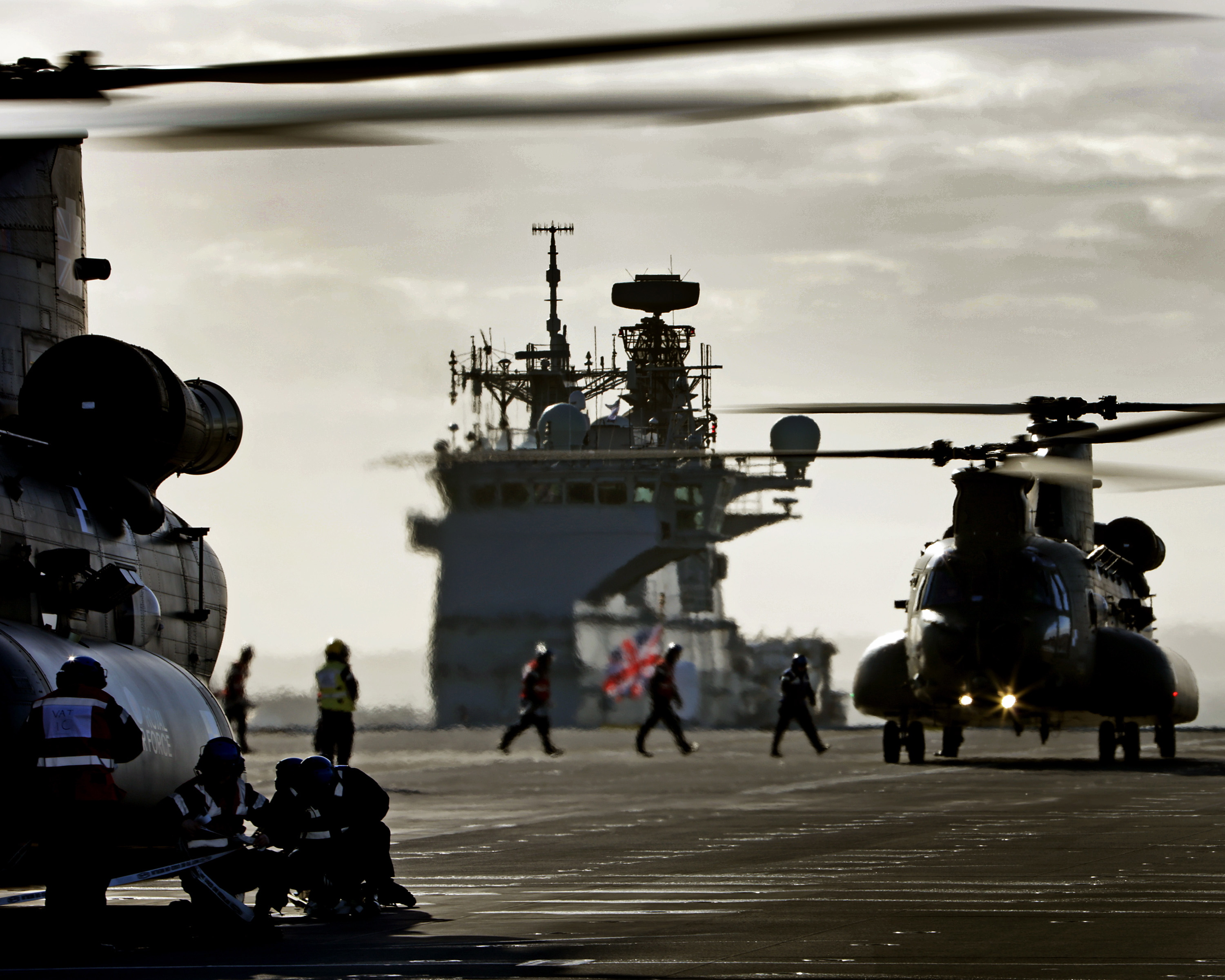
Vrtulníky CH-47 Chinook na palubě HMS Queen Elizabeth

Queen Elizabeth je vyzbrojena čtyřmi automatickými kanóny DS30M Mk 2, třemi 20mm hlavňovými systémy blízké obrany Phalanx a šesti 7,62mm rotačními kulomety M134 Minigun. Loď by podle plánů měla disponovat dvaceti čtyřmi až třiceti šesti stealth víceúčelovými bojovými letouny F-35 Lightning II a také čtrnácti vrtulníky CH-47 Chinook, AH-64 Apache, AW101 a Wildcat.